# Østfronten under 2. verdenskrig
Østfronten under 2. verdenskrig (tysk: die Ostfront 1941-1945, der Rußlandfeldzug 1941-1945 (felttoget i Rusland) eller der Ostfeldzug 1941-1945 (Felttoget i Øst)) var et operationsområde under 2. verdenskrig mellem Tyskland og Sovjetunionen som omfattede Central- og Østeuropa fra den 22. juni 1941 til den 9. maj 1945. Den nazistiske propaganda kaldte konflikten for Korstoget mod bolsjevismen. I alle sovjetiske og i de fleste russiske kilder blev krigen kaldt for Den Store Fædrelandskrig russisk: "Velikaja Otetjestvennaja vojna"/"Великая Отечественная война" (efter Fædrelandskrigen mod Napoleon i 1812), men i nogle tilfælde omfatter det også operationerne mod Japan i 1945.
Det var det største operationsområde i krigshistorien og blev berygtet for sin grusomhed, voldsomme ødelæggelser og enorme tab af menneskeliv. Under denne krig foregik det meste af Holocaust, og der kæmpede og døde flere mennesker på Østfronten end i alle andre operationsområder under 2. Verdenskrig tilsammen. Med over 30 mio. døde, hvoraf en meget stor del var civile, er krigen på Østfronten blevet kaldet en udryddelseskrig. Krigen sluttede med det tredje riges undergang og Sovjetunionens opstigning til at blive en militær og industriel supermagt.
Hovedmotivet bag operationen var Adolf Hitlers ide om erhvervelse af "Lebensraum i Østen", hvilket skulle opnås gennem udryddelse og uddrivelse af den lokale "ikke-ariske" befolkning i en erobrings- og udryddelseskrig, hvor det bolsjevistiske politiske system også skulle tilintetgøres. Det er omstridt hvorvidt det tyske motiv for krigen var præventiv (se forebyggelseskrig-tesen).
I august 1939 indgik Tyskland og Sovjetunionen en ikke angrebspagt – Molotov-Ribbentrop-pagten. I denne pagt var også indeholdt en hemmelig deling af Østeuropa i interessesfærer mellem de to totalitære stater. Pagten gav Tyskland ryggen fri, og straks efter fulgte invasionen af Polen og den efterfølgende deling af landet mellem Tyskland og Sovjetunionen. Senere fulgte det sovjetiske angreb på Finland i Vinterkrigen, besættelsen af det rumænske Bessarabien og besættelsen af De baltiske lande i 1940.
Samtidig gennemførte Tyskland besættelsen af Danmark og Norge i april 1940, slaget om Frankrig og besættelsen af Holland, Belgien, Luxembourg og en stor del af Frankrig i maj-juni 1940, og angrebet på Jugoslavien og Grækenland i foråret 1941.
Hermed var scenen klar til den store krig på Østfronten mellem Tyskland, dens forbundsfæller og Finland på den ene side og Sovjetunionen og de Vestallierede på den anden. Krigen startede den 22. juni 1941 og varede til den 9. maj 1945.
Denne artikel handler om Østfronten og Fortsættelseskrigen – et finsk-sovjetisk opgør, som kan ses som den nordlige del af denne front. Det samme gælder de finsk-tyske fælles operationer mod Murmansk i Operation Silberfuchs

## Krigens parter
Krigen blev udkæmpet mellem Nazityskland, dets allierede og mange frivillige fra tysk-besatte lande mod Sovjetunionen og dens allierede, Storbritannien, Commonwealth of Nations, Frankrig og fra december 1941 De Forenede Stater.
Krigen indledtes med Operation Barbarossa, hvor tyske og østeuropæiske styrker rykkede ind i Sovjetunionen i juni 1941. De lande der bidrog med styrker, var primært Rumænien, Ungarn, Slovakiet, Italien og Kroatien. Finland benyttede det tyske angreb mod Sovjetunionen som anledning til at tilbageerobre det område som var gået tabt i Vinterkrigen, og besatte samtidig Østkarelen, men herefter var der roligt på den finsk-russiske del af Østfronten.
De tyske tropper blev også hjulpet af anti-kommunistiske partisaner i det vestlige Ukraine, De baltiske lande og senere Krimtatarerne. Der kom også frivillige fra Spanien i form af den såkaldte Blå Division. Hertil kom frivillige fra de besatte lande – eksempelvis Frikorps Danmark.
Sovjetunionen støttede (kommunistiske) partisaner i en række tyskbesatte lande i Østeuropa – især i Slovakiet, Polen og Jugoslavien. Der blev opstillet to polske arméer, som blev bevæbnet og trænet af Sovjetunionen og endte med at kæmpe sammen med den Røde Hær. Britiske og Commonwealth styrker bidrog direkte til kampene på Østfronten ved at transportere forsyninger med de arktiske konvojer til Sovjetunionen og uddanne sovjetiske piloter foruden at levere støtte i form af materiel og efterretninger. Den massive materielle støtte med baggrund i det amerikanske Lend-Lease program forhindrede i første omgang et sovjetisk kollaps og dannede senere grundlag for, at Sovjetunionen kunne besejre Tyskland.

## Ideologier
I sin bog Mein Kampf havde Adolf Hitler argumentet for nødvendigheden af, at Tyskland fik Lebensraum i form af nye områder, som kunne koloniseres af tyskere i Østeuropa. Han forestillede sig, at tyskere skulle bosætte sig dér som en herskerrace, mens de fleste af de hidtidige indbyggere skulle deporteres til Sibirien, og resten skulle bruges som slaver.
For den hårde kerne af nazister i Berlin, (såsom Himmler) var krigen mod Sovjetunionen en kamp mellem fascisme og kommunisme og den ariske race mod de slaviske undermennesker (tysk: Untermensch). Hitler kaldte det for en udryddelseskrig, hvor Sovjetunionen skulle ødelægges fuldstændig, og befolkningerne i Østeuropa og Rusland skulle gøres til slaver og udryddes. Dette ville fremme tysk ekspansion og give mulighed for kolonisering af Østeuropa og det vestlige Rusland. Planen blev kaldt Generalplan Ost. Hertil kom, at nazisterne også ville udrydde den store jødiske befolkningsgruppe i Østeuropa. som led i Holocaust.
Efter de store udrensninger i 1930'erne og den Røde Hærs fiasko mod finnerne i Vinterkrigen så Hitler Sovjetunionen som militært svagt og parat til at blive erobret: "Vi skal bare sparke døren ind, så braser hele den rådne struktur sammen". Det ventedes, at der ville blive tale om endnu en hurtig Blitzkrieg, og der blev ikke gjort seriøse forberedelser til at føre krig om vinteren eller over flere år. I kølvandet af nederlaget i Stalingrad og den efterfølgende meget alvorlige militære situation proklamerede Hitler og den tyske propaganda, at krigen var et tysk forsvar af den europæiske civilisation mod at blive ødelagt af store "bolsjevikiske horder", der strømmede ind i Europa.
Josef Stalins visioner drejede sig også om at besætte fremmede lande. Mens Verdens opmærksomhed var fokuseret på Vestfronten gennemførtes Sovjetunionens besættelse af de baltiske lande og Bessarabien i 1940, og Sovjetunionen opnåede dermed en bufferzone i tilfælde af krig med Tyskland. Sovjetunionens aktive deltagelse i besættelsen af Polen må heller ikke undervurderes.

## Resultater
Østfronten var langt den største og blodigste af operationsområderne i 2. Verdenskrig. Krigen på Østfronten er almindeligt anerkendt som det blodigste opgør i menneskehedens historie, med over 30 mio. døde som resultat. Der var mere krig på landjorden end i alle de andre operationsområder tilsammen. Den usædvanlig brutale form for krigsførelse på Østfronten kom til udtryk i en ofte bevidst ligegyldighed overfor menneskeliv på begge sider. Det var en klar afspejling af de ideologier, der lå bag krigsførelsen, og kan ses som et monumentalt sammenstød om verdensherredømmet mellem to totalitære ideologier.
Udover den ideologiske konflikt bidrog Hitlers og Stalins personligheder til at forøge krigens brutalitet og myrderi i et uhørt omfang. Både Hitler og Stalin så fuldstændig bort fra de menneskelige omkostninger i forsøget på selv at få sejren, og veg ikke tilbage fra at terrorisere deres egne befolkninger og gennemføre massedeporteringer af hele befolkningsgrupper.
Alle disse faktorer bidrog til en utroligt brutal krig for både de krigsførende og de civile, som slet ikke fandt sin lige på Vestfronten. Ugebladet Time skrev: "Målt på personer, varighed, det omfattede territorium og tab var Østfronten op til fire gange så stor som krigen på Vestfronten, som indledtes med landgangen i Normandiet".
Krigen forårsagede enorme tab og lidelser på de civile befolkninger i de involverede lande. Bag frontlinjerne blev der rutinemæssigt begået grusomheder mod civile i de tysk-besatte lande, herunder Holocaust. Tyske og tysk-allierede tropper behandlede civilbefolkningerne med usædvanlig brutalitet, massakrerede landsbyer og dræbte civile gidsler. Begge sider benyttede i vidt omfang Den brændte jords taktik, men tabet af civile liv var langt mindre i Tyskland end i Sovjetunionen, hvor mindst 20 mio. civile blev dræbt af nazisterne. Da den Røde Hær invaderede Tyskland i 1944 blev mange civile tyskere udsat for hævnaktioner udført af soldater fra den Røde Hær (se Sovjetiske krigsforbrydelser. Efter krigen blev den tyske befolkning i Schlesien og Østpreussen i overensstemmelse med Jalta-aftalen fordrevet vestpå forbi Oder-Neisse-linjen i en af de største tvungne menneskevandringer i verdenshistorien. De tyske minoriteter, der var spredt ud over store dele af Østeuropa, blev ligeledes fordrevet – og de, der ikke kom af sted, blev udryddet.
En stor del af kamphandlingerne foregik i eller tæt ved befolkede områder, og handlingerne på begge sider bidrog til de voldsomme tab af menneskeliv og de enorme materielle skader. Ifølge en beregning, som blev præsenteret af generalløjtnant Roman Rudenko ved Nürnberg-processen beløb de af Aksemagterne påførte skader på ejendom i Sovjetunionen sig til 679 mia. rubler. Det største antal civile døde i en enkelt by var 1,2 mio. under belejringen af Leningrad. De samlede skader omfattede hel eller delvis ødelæggelse af 1.710 byer, 70.000 landsbyer og bebyggelser, 2.508 kirker, 31.850 fabrikskomplekser, 64.000 km jernbane, 4.100 jernbanestationer, 40.000 hospitaler, 84.000 skoler og 43.000 offentlige biblioteker. 7 mio. heste og 17 mio. får og geder blev også slagtet eller fordrevet. De vilde dyr blev også påvirket. Ulve og ræve, der flygtede vestpå fra krigsområdet under den sovjetiske hærs fremrykning i 1943-1945, forårsagede en epidemi af rabies, som langsomt spredte sig vestpå og nåede Den engelske kanal og Sønderjylland i slutningen af 1960'erne.

## Baggrund

### Molotov-Ribbentrop-pagten
Den sovjetisk-tyske ikke angrebspagt fra august 1939 betød i første omgang, at freden blev opretholdt mellem de to stater, og i en hemmelig tillægsprotokol havde de fastlagt hvorledes Finland, Estland, Letland, Litauen, Polen og Rumænien skulle deles mellem dem. De to magter invaderede og delte Polen i 1939. I november 1939 indledte Sovjetunionen Vinterkrigen mod Finland, og i juni truede Sovjetunionen med at bruge magt, hvis ikke dens krav blev opfyldt af Rumænien og De baltiske lande, hvilket førte til de facto besættelsen af De baltiske lande, som ingen vestlige lande anerkendte de jure. Pagten tillod også at områder i Rumænien kunne tvinges tilbage til Ukraine, Hviderusland og Moldavien i Sovjetunionen.

### Beslutningen om krig
I næsten to år var der stille på grænsen mellem Sovjetunionen og Tyskland, mens Tyskland erobrede Danmark, Norge, Frankrig, Holland, Belgien og Luxembourg, samt Balkan. Det havde altid været Hitlers mening at bryde pagten med Sovjetunionen og invadere, og det lader til, at han tog beslutningen om, hvornår det skulle ske allerede i foråret 1940. Hitler var sikker på, at Sovjetunionen hurtigt ville kapitulere under presset fra en overvældende tysk offensiv, og at krigen stort set kunne være ovre, inden den hårde russiske vinter satte ind.
Nogle mener, at Josef Stalin var bange for en krig mod Tyskland, eller blot ikke regnede med, at Tyskland ville indlede en krig på to fronter – og han ville ikke gøre noget, der kunne provokere Hitler. Andre mener, at Stalin ventede en krig i 1942; dét år, hvor alle hans forberedelser ville være afsluttede, og at han stædigt nægtede at tro på, at det kunne ske tidligere.
De britiske historikere Alan S. Milward og W. Medicott har vist, at Nazityskland – i modsætning til det tyske kejserrige – kun var parat til at føre en kortvarig krig (Blitzkrieg). Ifølge den tyske historiker Andreas Hillgruber kunne Tyskland ikke have vundet krigen mod Frankrig uden de nødvendige forsyninger fra Sovjetunionen og den strategiske sikkerhed mod øst. Hvis Sovjetunionen havde tilsluttet sig den fransk-britiske blokade, ville den tyske krigsøkonomi være blevet udmarvet. Med sine egne råvarer i september 1939, kunne Tyskland kun være holdt forsynet i 9-12 måneder.
Selv om Tyskland havde samlet meget store troppeenheder i det østlige Polen og foretog gentagne rekognosceringsflyvninger over grænsen, ignorerede Stalin advarslerne fra sine egne og udenlandske efterretningstjenester. Umiddelbart inden angrebet modtog de sovjetiske tropper et direktiv underskrevet af marskal Semjon Timosjenko og general Georgij Zjukov, som gav ordre til (som forlangt af Stalin): "svar ikke på nogen provokationer" og "indled ingen aktioner uden direkte ordre". Den tyske invasion tog derfor det sovjetiske militær og den sovjetiske ledelse på sengen, selv om Stalin modtog en meddelelse fra sin efterretningstjeneste med detaljeret information om det forestående angreb.
Vedrørende sovjetiske forberedelser, se Operation Barbarossa: Sovjetiske forberedelser.

## Felttog på Østfronten
Mens tyske historikere ikke benytter nogen præcis periodisering af afviklingen af operationerne på Østfronten, opdeler alle sovjetiske og russiske historikere krigen mod Tysklands og dens allierede i tre perioder, som yderligere opdeles i større militære felttog:

1. Første periode af 2. Verdenskrig (russisk: Первый период Великой Отечественной войны) (22. juni 1941 – 18. november 1942)

- Sommer-efterårs felttoget (russisk: Летне-осенняя кампания 1941 г.) (22. juni – 4. december 1941)
- Vinter-felttoget i 1941-42 (russisk: Зимняя кампания 1941/42 г.) (5. december 1941 – 30. april 1942)
- Sommer-efterårs felttoget (russisk: Летне-осенняя кампания 1942 г.) (1. maj – 18. november 1942)

2. Anden periode af 2. verdenskrig (russisk: Второй период Великой Отечественной войны) (19. november 1942 – 31. december 1943)

- Vinter felttoget 1942-43 (russisk: Зимняя кампания 1942-1943 гг.) (19. november 1942 – 3. marts 1943)
- Sommer-efterårs felttoget i 1943 (russisk: Летне-осенняя кампания 1943 г.) (1. juli – 31. december 1943)

3. Tredje periode af 2. verdenskrig (russisk: Третий период Великой Отечественной войны) (1. januar 1944 – 9. maj 1945)

- Vinter-forårs felttoget (russisk: Зимне-весенняя кампания 1944 г.) (1. januar – 31. maj 1944)
- Sommer-efterårs felttoget i 1944 (russisk: Летне-осенняя кампания 1944 г.) (1. juni – 31. december 1944)
- Felttoget i Europa i 1945 (russisk: Кампания в Европе 1945 г.) (1. januar – 9. maj 1945)

### Operation Barbarossa: Sommeren 1941
Operation Barbarossa blev indledt lige før daggry den 22. juni 1941. Tyskerne ødelagde telefonforbindelserne i alle de vestlige sovjetiske militærdistrikter for at hæmme den sovjetiske kommunikation. Klokken 3.15 den 22. juni 1941 indledte 99 divisioner (herunder 14 pansrede og 10 motoriserede) ud af de 190 tyske divisioner, der var opmarcheret på Sovjetunionen, offensiven fra Østersøen til Sortehavet. De blev ledsaget af 10 rumænske divisioner, 9 rumænske brigader og fire ungarske brigader. Samme dag blev det baltiske, det vestlige og Kijev militærdistriktet omdøbt til den Nordvestlige, Vestlige og Sydvestlige front. I en måned var det helt umuligt at bremse de offensive operationer på disse tre akser, og "panzer"-styrkerne omringede hundredetusinder af sovjetiske styrker i store lommer, som efterfølgende blev nedkæmpet af de langsommere fremrykkende infanterihære mens panserstyrkerne fortsatte offensiven i overensstemmelse med Blitzkrieg doktrinen. Som led i denne hurtigere form for felttog begyndte det tyske Luftwaffe straks at gennemføre angreb mod sovjetiske flyvepladser, og ødelagde en stor del af ofte forældede fly på de fremskudte sovjetiske flybaser endnu mens de stod på jorden.
Heeresgruppe Nords mål var Leningrad via De baltiske lande. Den bestod af den tyske 16. Armée, 18. Armee og 4.Panzer Armee. Styrken rykkede frem gennem Litauen, Letland, Estland og de russiske Pskov- og Novgorod-oblaster.
Heeresgruppe Mitte bestod af to pansergrupper (Panzergruppe 2 og Panzergruppe 3), som rykkede frem nord og syd for Brest-Litovsk og konvergerede øst for Minsk, efterfulgt af 2., 4. og 9. Armée. De samlede panserstyrker nåede Berezinafloden på bare 6 dage, 650 km fra deres udgangspunkt. De næste mål var at krydse Dnepr-floden, hvilket blev gennemført den 11. juli. Herefter var det næste mål Smolensk, som faldt den 16. juli, men kampen i Smolensk området bremsede den tyske fremrykning til i midten af september og stoppede i praksis blitzkrieg-perioden.
Heeresgruppe Süd, med Panzergruppe 1 samt 6., 11. og 17. Armée havde til opgave at trænge gennem Galicien og ind i Ukraine. Fremrykningen var forholdsvis langsom og kostede store tab i et stort kampvognsslag, Slaget ved Brody (1941). Da passagen mod Kijev var blevet sikret i midten af juli kæmpede 11. Armée sig med støtte fra to rumænske armeer gennem Bessarabien i retning mod Odessa. Panzergruppe 1 drejede væk fra Kijev og rykkede ind i Dnepr-buen (vestlige Dnipropetrovsk oblast). Da den mødtes med de sydlige enheder fra Heeresgruppe Süd ved Uman, blev der i Slaget ved Uman taget omkring 100.000 sovjetiske fanger i en stor omringning.
Da den Røde Hær trak sig tilbage over Dnepr- og Dvina-floderne, vendte den sovjetiske overkommando sin opmærksomhed mod at evakuere så meget af de vestlige regioners industri som muligt til fjerne områder i Ural bjergene, Kaukasus, Centralasien og det sydøstlige Sibirien. De fleste civile blev overladt til selv at finde vej østpå, da kun industriernes arbejdere blev evakueret sammen med udstyret, og en stor del af befolkningen blev efterladt i hænderne på de invaderende hære.
Med erobringen af Smolensk og fremrykningen til Luga floden havde Heeresgruppe Mitte og Heeresgruppe Nord afsluttet deres første store opgave: at overskride og holde landtangen mellem Dvina og Dnepr. Herefter kunne fremstødet mod Moskva, som nu kun lå 400 km væk, begynde.
De tyske generaler argumenterede for, at man straks skulle indlede en offensiv mod Moskva, men Hitler afviste dem med begrundelse i betydningen af Ukraines landbrugs- og mineressourcer, for ikke at nævne opmarcheringen af sovjetiske reserver i Homel-området mellem Heeresgruppe Mittes sydlige flanke og den strandede Heeresgruppe Süds nordflanke. Der blev givet ordre til Panzergruppe 2 om at dreje mod syd og rykke frem mod Kijev. Det tog hele august og noget af september, men da Panzergruppe 2 mødtes med Panzergruppe 1 ved Lokhvitsja den 14. september blev 665.000 sovjetiske soldater taget til fange, da Kijev overgav sig den 19. september.
Straks efter indledningen af den tyske invasion havde det hemmelige sovjetiske politi NKVD massakreret et stort antal fanger i de fleste af fængslerne i det vestlige Hviderusland og det vestlige Ukraine, mens resten skulle evakueres østpå ved dødsmarcher. De fleste af dem var politiske fanger, der blev taget til fange og henrettet uden rettergang.

### Moskva og Rostov: Efteråret 1941
Hitler besluttede derpå at genoptage fremrykningen mod Moskva og omdøbte samtidig sine Panzergrupper til Panzerarmeer. Fremstødet mod Moskva, Operation Typhoon, blev indledt den 30. september med, at 2. Panzer Armee hurtigt stødte frem ad den brolagte vej fra Orjol (erobret 5. oktober) til Oka-floden ved Plavskoye, mens 4. Panzer Armee (der var overført fra Heeresgruppe Nord til Mitte) sammen med 3. Panzer Arme omringede de sovjetiske styrker i to enorme lommer ved Vjazma (by) og Brjansk. Heeresgruppe Nord placerede sig foran Leningrad og forsøgte at afskære jernbaneforbindelsen mod øst ved Tikhvin. Derved indledtes den 900 dage lange belejring af Leningrad. Nord for Polarcirklen forsøgte en tysk-finsk styrke at nå Murmansk, men kunne kun nå frem til Litsa-floden, hvor den forskansede sig.
Heeresgruppe Süd stødte frem langs Dnepr til det Azovske hav og rykkede også frem gennem Kharkiv, Kursk og Stalino. 11. Arme rykkede ned på Krim-halvøen og fik i løbet af efteråret kontrol med hele halvøen, bortset fra Sevastopol, som holdt ud indtil 3. juli 1942). Den 21. november indtog tyskerne Rostov, porten til Kaukasus. De tyske linjer var imidlertid strakt for langt, og de sovjetiske forsvarere gennemførte modangreb mod 1. Panzer Armes spydspids nordfra og tvang dem til at trække sig ud af byen og tilbage over Mius floden; den første større tyske tilbagetrækning i krigen.
I et sidste fremstød den 15. november forsøgte tyskerne at slå ring om Moskva. Den 27. november nåede 4. Panzer Arme under 30 km fra Kreml i Moskva, da den nåede til det sidste stoppested på sporvognslinjen ved Khimki, mens 2. Panzer Arme trods en behjertet indsats ikke formåede at indtage Tula, den sidste by på dens vej mod hovedstaden. På et møde i Orsja mellem lederen af Oberkommando des Heeres, general Franz Halder, og lederne af de tre armégrupper blev det besluttet at støde frem mod Moskva, da det var bedre, som lederen af Heeresgruppe Mitte, Feltmarskal Fedor von Bock, udtrykte det, at prøve lykken på slagmarken frem for at sidde tilbagelænet og vente på, at modstanderen blev stærkere.
Den 6. december stod det imidlertid klart, at Wehrmacht var for svag til at kunne erobre Moskva, og angrebet blev stoppet. Marskal Boris Sjaposjnikov begyndte derefter sit modangreb, hvor der blev indsat nye reserver, og nogle veltrænede tropper, der var blevet overført fra Fjernøsten, efter at Richard Sorge havde garanteret, at Japan ville forblive neutral.

### Sovjets modoffensiv: Vinteren 1941
I løbet af efteråret havde Stalin overført friske og veludstyrede sovjetiske styrker fra Sibirien og Fjernøsten til Moskva (disse tropper havde været stationeret der i forventning om et japansk angreb, men Stalins mesterspion Richard Sorge gav udtryk for at japanerne havde besluttet at angribe i Sydøstasien og i Stillehavet i stedet. Den 5. december 1941 angreb disse forstærkninger de tyske linjer omkring Moskva med støtte fra de nye T-34 kampvogne og Katjusja-raketkastere (Stalinorgler). De nye sovjetiske tropper var forberedte på vinterkrigsførelse og omfattede adskillige bataljoner på ski. De udmattede og frysende tyskere blev slået på flugt og drevet mellem 100 og 250 km tilbage indtil den 7. januar 1942.
Et yderligere sovjetisk angreb blev indledt i slutningen af januar med fokus på området mellem Heeresgruppe Nord og Mitte mellem Seliger søen og Rsjev, og det drev en kile ind mellem de to armegrupper. Sammen med fremrykningen fra Kaluga sydvest for Moskva var det meningen, at de to offensiver skulle mødes ved Smolensk, men tyskerne fik reorganiseret tropperne, og det lykkedes dem at holde de to styrker adskilt, og fastholdt et frontfremspring ved Rsjev. Et sovjetisk faldskærmsangreb mod den tyskbesatte Dorogobusj blev en spektakulær fiasko, og de faldskærmstropper der overlevede, måtte flygte til de partisankontrollerede områder, som begyndte at vokse bag de tyske linjer. Mod nord omringede de sovjetiske styrker en tysk garnison i Demjansk, som holdt ud med forsyninger fra luften i fire måneder, og placerede sig foran Kholm (Rusland), Velisj og Velikije Luki.
I syd gik den Røde Hær over Donets floden ved Izjum og dannede et 100 km dybt frontfremspring. Formålet var at holde Heeresgruppe Süd fast ved det Azovske hav, men da vinteren blev knap så streng, kunne tyskerne indsætte et modangreb og afskære de for langt fremskudte sovjetiske tropper i det Andet slag om Kharkiv.

### Don, Volga og Kaukasus: Sommeren 1942
Selv om der blev lagt planer om at angribe Moskva igen, indledtes offensiven igen den 28. juni 1942 i en anden retning. Heeresgruppe Süd tog initiativet, forankrede fronten ved Slaget om Voronesj og fulgte derefter floden Don mod sydøst. Den overordnede plan var at sikre sig Don og Volga først og så fortsætte ind i Kaukasus mod oliefelterne – men operationelle overvejelser og Hitlers forfængelighed fik ham til at give ordre til, at begge mål skulle forsøges nået samtidig. Rostov blev generobret den 24. juli, da 1. Panzer Arme slog til og derefter fortsatte med at rykke sydpå mod Majkop. Som led i dette blev Operation Sjamil gennemført. Det var en plan, hvorefter en gruppe specialstyrker fra Brandenburg regimentet i NKVD uniformer skulle destabilisere Majkops forsvar og lade 1. Panzer Arme komme ind i oliebyen uden større modstand.
I mellemtiden rykkede 6. Arme frem mod Stalingrad, i lang tid uden støtte fra 4. Panzer Arme, som var blevet sendt af sted for at hjælpe 1. Panzer Arme med at krydse Don. Da 4. Panzer Arme igen kunne deltage i offensiven mod Stalingrad, var den sovjetiske modstand (bestående af 62. Arme under Vasilij Tjujkov) blevet større. Et spring over Don bragte tyske tropper til Volgafloden den 23. august, men i de næste tre måneder kom den tyske hær til at kæmpe fra gade-til-gade og hus-til-hus i slaget om Stalingrad.
I syd havde 1. Panzer Arme nåede Kaukasus' forbjerge og Malkafloden. I slutningen af august sluttede rumænske bjergtropper sig til spydspidsen, mens 3. og 4. rumænske arme blev flyttet efter deres vellykkede rensning af de azovske kyster. De tog opstilling på hver sin side af Stalingrad for at frigøre tyske tropper til den egentlige kamp. Af hensyn til de fortsatte gnidninger mellem aksemagternes allierede Rumænien og Ungarn over Transsylvanien blev den rumænske arme i Donbuen skilt fra den ungarske 2. arme af den italienske 8. arme. Alle Hitlers allierede var således involverede – herunder et slovakisk kontingent i 1. Panzer Arme og et kroatisk regiment i 6. Arme.
Fremrykningen ind i Kaukasus gik i stå, da tyskerne ikke kunne kæmpe sig forbi Malgobek til hovedgevinsten Grosnij. I stedet skiftede de retning, så de i stedet kunne nærme sig sydfra, og de krydsede Malka-floden i slutningen af oktober og gik ind i Nordossetien. I den første uge af november blev 13. panzerdivisions spydspids kappet af i udkanten af Ordsjonikidse, og pansertropperne måtte trække sig tilbage. Offensiven ind i Rusland var ovre.

### Stalingrad: Vinteren 1942
Mens den tyske 6. Arme og 4. Panzerarme havde kæmpet sig vej ind i Stalingrad, havde sovjetiske armeer samlet sig på begge sider af byen, især i de Don brohoveder som rumænerne ikke havde formået at nedkæmpe, og det var herfra at de slog til den 19. november 1942. I Operation Uranus slog to sovjetiske fronter hul i rumænernes fronter og mødtes ved Kalatj den 23. november hvorved de omringede 300.000 aksetropper. En samtidig offensiv i Rsjev sektoren med navnet Operation Mars skulle bryde frem til Smolensk; men den slog fejl, da tysk taktisk flair vandt slaget.
Tyskerne skyndte sig at overføre tropper til Rusland i et desperat forsøg på at undsætte Stalingrad, men offensiven kunne ikke komme i gang før den 12. december, og da sultede 6. arme og var for svag til at bryde ud imod den. Operation Wintergewitter, med tre overførte panzerdivisioner kom godt i gang fra Kotelnikovo mod floden Aksaj Jesaulovskij; men blev stoppet 65 km fra sit mål. For at aflede redningsindsatsen besluttede sovjethæren at smadre italienerne og komme ind bag undsættelsesstyrken om muligt. Den operation startede den 16. december. Det den opnåede var at ødelægge mange af de fly, som havde fløjet nødforsyninger til Stalingrad. Den forholdsvis begrænsede sovjetiske offensiv, som trods alt havde Rostov som mål, gav Hitler tid til at komme til fornuft, og trække Heeresgruppe A ud af Kaukasus og tilbage over Don.
Den 31. januar 1943 overgav de 90.000 overlevende af den 300.000 mand store 6. arme sig. På det tidspunkt var den 2. ungarske arme også blevet udslettet. De sovjetiske styrker rykkede frem fra Don 500 km vestpå fra Stalingrad. Undervejs kom de gennem Kursk (befriet den 8. februar 1943) og Kharkiv (befriet den 16. februar 1943).
For at sikre deres stilling i syd besluttede tyskerne at opgive Rsjev fremspringet i februar, hvilket frigav tilstrækkelig mange tropper til at man kunne gennemføre et vellykket modstød i det østlige Ukraine. Erich von Mansteins modoffensiv, der var forstærket med et særligt trænet SS panzerkorps med Tiger kampvogne, indledtes den 20. februar 1943, og kæmpede sig vej fra Poltava tilbage til Kharkiv i den tredje uge af marts, hvorefter forårs tøvejret satte ind. Dette havde efterladt et frontfremspring i fronten omkring Kursk.

### Kursk: Sommeren 1943
Efter det fejlslagne forsøg på at erobre Stalingrad havde Hitler udsat planlægnings kompetencen for det kommende års felttog til den tyske hærs overkommando (OKH) og genindsat Heinz Guderian på en betydningsfuld post, denne gang som inspektør af panzerstyrkerne. Holdningerne i generalstaben var splittet, og selv Hitler var bekymret over ethvert forsøg på at afskære frontfremspringet ved Kursk. Han vidste at de sovjetiske stillinger i de mellemliggende seks måneder var blevet kraftigt forstærket med anti-tank kanoner, pansergrave, landminer, pigtråd, skyttegrave, bunkers, artilleri og mortérer. Hvis på den anden side det kunne lykkes at gennemføre en sidste blitzkriegsoffensiv, kunne det sovjetiske pres måske lette og opmærksomheden kunne da koncentreres om de allieredes trussel på Vestfronten. Fremstødet skulle foregå fra Orjol fremspringet nord for Kursk og fra Belgorod mod syd. Begge fløje skulle mødes i området øst for Kursk og derved genskabe Heeresgruppe Süds frontlinje præcis der hvor den havde været i vinteren 1941–1942.
Tyskerne vidste, at den Røde Hærs reserver af mandskab var blevet udtømt i sommeren 1941 og 1942, men den Røde Hærs rækker var blevet udfyldt ved at indkalde mænd fra de områder, der var blevet befriet.
Under pres fra sine generaler gik Hitler til biddet og gik ind på at angribe ved Kursk, uvidende om at Abwehr's efterretninger om de sovjetiske stillinger var blevet undergravet af en koordineret indsats fra den sovjetiske overkommando Stavka for at vildlede og gennem kontra-spionage fra den såkaldte Lucy spionring i Schweiz. Da tyskerne indledte felttoget skete det efter måneders forsinkelse, hvor man havde ventet på nye kampvognsmodeller og andet udstyr, og i mellemtiden havde sovjetstyrkerne placeret flere panserværnskanoner der, end der før eller siden blev placeret nogetsteds.
Mod nord var hele 9. Arme blevet overført fra Rsjev frontfremspringet til Orjol frontfremspringet og skulle rykke frem fra Maloarkhangelsk til Kursk. Dens styrker kunne imidlertid end ikke komme forbi sit første mål Olkhovatka, blot 8 km fremme. 9. Arme blev stoppet af de sovjetiske minefelter, hvilket var særdeles frustrerende da det højtliggende område der var den eneste naturlige barriere mellem dem og fladt kampvognsterræn hele vejen til Kursk. Angrebets retning blev herefter ændret mod Ponyri vest for Olkhovatka, men den 9. Arme kunne heller ikke bryde igennem i den retning heller, og gik over i defensiven. De sovjetiske styrker lod ganske enkelt tyskerne bruge alle deres kræfter, og slog derefter tilbage. Den 12. juli kæmpede den Røde Hær sig gennem fronten hvor 211. og 293. division mødtes ved Sjisdrafloden og rullede frem mod Karatjev, lige bag dem og bag Orjol.
Den sydlige offensiv, der havde 4. Panzer Arme i spidsen under ledelse af generaloberst Hermann Hoth, kom længere med tre kampvognskorps i spidsen. De rykkede frem på begge sider af den øvre Donets over en smal front. 2. SS Panzerkorps og Panzergrenadier-Division Grossdeutschland kæmpede sig vej gennem minefelter og forholdsvis højt terræn i retning af Obojan. Hård modstand førte til en ændring af angrebets retning fra øst mod vest, men kampvognene nåede kun frem 25 km inden de stødte på reserverne fra den 5. Sovjetiske Garde Kampvognsarmé udenfor Prokhorovka. Det blev til et kampvognsslag den 12. juli med omkring 1.000 deltagende kampvogne. Efter krigen fremhævede sovjetiske historikere slaget ved Prochorovka som alle tiders største kampvognsslag. Slaget var en defensiv sejr for sovjetstyrkerne, om end den kostede dyrt. Den sovjetiske 5. Garde kampvognsarmé med omkring 800 lette og mellemsvære kampvogne angreb dele af 2. SS Panzerkorps. Kampvognstabene på begge sider har været en kilde til kontrovers lige siden. Selv om den 5. Sovjetiske Garde kampvognsarmé ikke nåede sine mål blev den tyske fremrykning stoppet.
Da dagen var omme havde de to sider bragt hinanden til standsning, men uanset stilstanden i nord ville Manstein fortsætte angrebet med 4. Panzer Arme; men sovjetstyrkerne kunne modstå angrebet og det tyske strategiske fremstød i Operation Citadel blev bremset. Under indtryk af de vellykkede modangreb mod syd indledte den Røde Hær kraftige angreb i det nordlige Orjol fremspring og opnåede et gennembrud i flanken af den 9. Arme.
Hitler var bekymret over de allieredes landgang på Sicilien den 10. juli. Han besluttede at halvere offensiven, uagtet at den tyske 9. Arme allerede var på hastigt tilbagetog i nord. Tyskernes sidste strategiske offensiv i Sovjetunionen sluttede med deres forsvar mod en stor sovjetisk modoffensiv, som varede til ind i august. En detaljeret analyse af dette felttog kan læses i artiklen om slaget ved Kursk.
Kursk felttoget var den sidste offensiv, som den tyske Wehrmacht havde ressourcer til at gennemføre på en skala som i 1940 eller 1941, og senere offensiver var kun skygger af hvad de tidligere havde været. Efter nederlaget nærede Hitler aldrig den samme tiltro til sine generaler, og kvaliteten af de tyske strategiske beslutninger faldt tilsvarende. Slaget ved Kursk kostede Hitler over 500.000 tropper og 1.000 kampvogne, hvilket hæmmede den senere indsats på Østfronten.

### Efterår og vinter 1943
Det sovjetiske kolos kom for alvor i bevægelse med fremrykningen ind i tyskernes frontfremspring ved Orjol. Selv om Grossdeutschland divisionen blev overført fra Belgorod til Karatjev kunne fremstødet ikke stoppes, og der blev taget en strategisk beslutning om at opgive Orjol (der faldt til den Røde Hær den 5. august 1943) og falde tilbage til Hagen linjen foran Brjansk. Mod syd brød sovjethæren gennem Heeresgruppe Süds stillinger ved Belgorod og forsatte igen mod Kharkov. Trods omfattende bevægelsesslag i slutningen af juli og begyndelsen af august, hvor Tiger kampvogne tog brodden af de sovjetiske kampvogne i et område, blev de snart ramt i flanken på et andet område mod vest, da de sovjetiske styrker trængte ned langs Psel, og Kharkiv måtte evakueres for sidste gang den 22. august.

De tyske styrker ved Mius, der nu bestod af 1. Panzer Arme og en genopbygget 6. Arme var i august for svækkede til imødegå et sovjetisk angreb på deres front, og det kom måtte de falde tilbage helt til Donbass industriområdet, og mistede dermed industriressourcer og halvdelen af det landbrugsområde, som Tyskland havde invaderet Sovjetunionen for at udnytte. På dette tidspunkt gik Hitler med til en generel tilbagetrækning til Dnepr linjen, som skulle fungere som en Ostwall – dvs. en forsvarslinje i stil med Vestvolden langs den fransk-tyske grænse.
Det var imidlertid et problem, at volden ikke var bygget endnu, og da Heeresgruppe Süd havde evakueret det østlige Ukraine og havde begyndt at trække sig tilbage over Dnepr i løbet af september var den Røde Hær lige i hælene på dem. Små enheder padlede stædigt over den 3 km brede flod og dannede brohoveder. Et forsøg fra den Røde Hær på at danne et brohoved ved at landsætte faldskærmstropper blev gjort ved Kanev, men det blev en lige så stor fiasko som 18 måneder tidligere ved Dorogobusj, og faldskærmstropperne var snart slået, men ikke før andre enheder havde brugt dem som dækning og havde krydset Dnepr og etableret sikre stillinger. Da september gled over i oktober konstaterede tyskerne at Dnepr-linjen ikke kunne holdes i takt med at de sovjetiske brohoveder blev stadig større og vigtige byer ved floden begyndte at falde – først Saporisjsja og derefter Dnepropetrovsk. Endelig i starten af november brød de sovjetiske styrker ud af deres brohoveder på begge sider af Kijev og erobrede den ukrainske hovedstad, som dengang var den 3. største by i Sovjetunionen.
130 km vest for Kijev var 4. Panzerarme, som stadig var sikker på at den Røde Hær var udmattet, stadig i stand til at gennemføre et vellykket modstød ved Sjitomir i midten af november, hvor det sovjetiske brohoved blev svækket ved hjælp af et modigt angreb i flanken fra SS Panzerkorpset langs floden Téteriv. Dette slag gav også Heeresgruppe Süd mulighed for at generobre Korosten og få lidt tid til at komme sig. Juleaften begyndte tilbagetrækningen igen, da den Første ukrainske front – omdøbt fra Voronesj fronten – angreb dem samme sted. Den sovjetiske fremrykning fortsatte langs jernbanelinjen indtil man nåede den gamle polsk-sovjetiske grænse fra før 1939 den 3. januar 1944. Mod syd havde den Anden ukrainske front – den tidligere Steppefront – krydset Dnepr ved Krementjuk og fortsatte vestpå. I den anden uge af januar 1944 svingede den mod nord og mødte Nikolaj Vatutins kampvognsstyrker, som var svunget sydpå fra deres gennembrud ind i Polen og omringede 10 tyske divisioner ved Korsun-Sjevtjenkivskyj, vest for Tjerkassy. Hitlers insisteren på at holde linjen ved Dnepr, selv når der var udsigt til et katastrofalt nederlag, blev forøget af hans overbevisning om at Tjerkassy-lommen kunne bryde ud og endda rykke frem til Kijev, men Erich von Manstein var mere optaget af at være i stand til at rykke frem til kanten af lommen og få de omringede styrker til at bryde ud. Den 16. februar var det første trin gennemført, da kampvogne kun var adskilt fra den skrumpende lomme af den opsvulmede Hnylyj Tikytj flod. Under granatbeskydning og forfulgt af sovjetiske kampvogne kæmpede de omringede tyske tropper, heriblandt den motoriserede SS division Viking, sig over floden i sikkerhed, hvorunder de mistede halvdelen af deres styrke og al deres udstyr. De var sikre på, at de sovjetiske styrker ikke ville angribe igen, nu hvor foråret var på vej med tilhørende Rasputitsa, men den 3. marts gik den sovjetiske Ukrainske front i offensiven. Efter allerede at have afskåret Krim ved at indtage forbindelsen til halvøen – Perekophalvøen – trængte Rodion Jakovlevitj Malinovskijs styrker gennem mudderet til den rumænske grænse, og stoppede først ved floden Prut.
En afsluttende bevægelse i syd afsluttede 1943-44 kampagnen, som havde betydet en fremrykning på over 800 km. I marts blev 20 tyske divisioner i generaloberst Hans-Valentin Hubes 1. Panzer Arme omringet i det der blev kaldt Hube Lommen i nærheden af Kamjanets-Podilskyj. Efter to ugers hårde kampe lykkedes det 1. Panzer Arme at slippe ud af lommen med kun begrænsede tab. På dette tidspunkt fyrede Hitler adskillige fremtrædende generaler, herunder von Manstein. I april blev byen Odessa befriet, efterfulgt af 4. Ukrainske fronts felttog for at befri Krim, som kulminerede med befrielsen af Sevastopol den 10. maj.
Heeregruppe Mittes blev i løbet af august 1943 langsomt presset tilbage fra Hagen linjen uden at måtte afgive ret meget land, men tabet af Brjansk og mere vigtigt Smolensk den 25. september betød, at den tyske hær mistede hjørnestenen i hele sit forsvarssystem. 4. og 8. Arme samt 3. Panzer Arme holdt stadig stand øst for den øvre Dnepr, og stoppede sovjetiske forsøg på at nå Vitebsk.
På fronten ved Heeresgruppe Nord var der næsten ingen kampe før i januar 1944, hvor Volkhovfronten og Anden baltiske front pludselig slog til. I en hurtig kampagne blev Leningrad og Novgorod befriet. I februar var den Røde hær nået frem til den estiske grænse efter at være rykket 120 km frem. Det forekom Stalin at et gennembrud til Østersøen måtte være den hurtigste måde at bringe krigen over på tysk område, og til at kunne opnå kontrol over Finland. Den sovjetiske offensiv mod havnebyen Tallinn ved Østersøen blev stoppet i februar 1944. De tyske styrker omfattede bl.a. estiske værnepligtige og frivillige, som forsvarede den estiske selvstændighed.

### Sommeren 1944
Den tyske hærs planlæggere var overbevist om at sovjethæren ville angribe igen i syd, hvor fronten lå 80 km fra Lvov og var den mest direkte vej mod Berlin. Derfor fjernede de tropper fra Heeresgruppe Mitte, hvis front stadig lå langt inde i Sovjetunionen. Den Hviderussiske offensiv med kodenavnet Operation Bagration, der startede den 22. juni 1944 var et massivt sovjetisk angreb, der bestod af fire sovjetiske armégrupper med over 120 divisioner der tromlede hen over de tyndt besatte tyske linjer. De koncentrerede deres angreb mod Heeresgruppe Mitte, ikke Heeresgruppe Süd, som tyskerne havde regnet med. Tyskerne havde overført nogle enheder til Frankrig for at imødegå invasionen i Normandiet to uger tidligere. Den Røde Hær opnåede en overlegenhed på 10 mod 1 i kampvogne og 7 mod 1 i fly over deres modstander. Der hvor angrebet blev sat ind var de sovjetiske fordele i antal og kvalitet
overvældende. Over 2,3 mio. sovjetiske tropper deltog i angrebet på Heeresgruppe Mitte, som var på under 800.000 mand. Det tyske forsvar brød sammen. Hovedstaden i Hviderusland – Minsk – blev erobret den 3. juli og 50.000 tyskere blev omringet. Ti dage senere nåede den Røde hær den gamle grænse til Polen. Operation Bagration var på alle måder en af de største operationer i krigen. I slutningen af august 1944 havde den kostet den Røde Hær omkring 170.000 døde og savnede (i alt var tabene på 765.815, inkl. sårede og syge foruden 5.073 polakker), foruden 2.957 kampvogne og selvkørende kanoner. I disse operationer mistede tyskerne omkring 670.000 døde, savnede, sårede og syge, hvoraf 160.000 blev taget til fange foruden 2.000 kampvogne og 57.000 andre køretøjer.
Den tilstødende Lvov-Sandomierz offensiv blev startet den 17 juli 1944, og slog hurtigt de tyske tropper i det vestlige Ukraine på flugt. Den sovjetiske fremrykning i syd forsatte ind i Rumænien, og efter et kup mod den akse-orienterede regering i Rumænien den 23. august besatte den Røde Hær Bukarest den 31. august. I Moskva underskrev Rumænien og Sovjetunionen en våbenhvile den 12. september, hvor betingelserne blev så godt som dikteret af Sovjetunionen. Den rumænske kapitulation efterlod et hul i den sydlige tyske østfront, og førte uundgåeligt til at hele Balkan gik tabt.
Den hurtige fremrykning i Operation Bagration truede med at afskære og isolere de tyske enheder i Heeresgruppe Nord, som i Slaget ved Narva hårdnakket kæmpede mod den sovjetiske fremrykning mod østersøhavnen Tallinn, og sovjetisk genbesættelse af Estland. Ved et voldsomt forsøg i Sinimäed bakkerne i Estland lykkedes det ikke for den sovjetiske Leningrad Front (Slaget om Tannenberg Linjen) at gennembryde den mindre velbefæstede Heeresgruppe Narvas stillinger i et terræn, som ikke var egnet for storstilede operationer.
Da den Røde Hær nærmede sig Warszawa, indledte den Polske Hjemmehær Operation Tempest. Under Opstanden i Warszawa gjorde den sovjetiske hær holdt ved Wisła floden, og gjorde ikke forsøg på at hjælpe de polske modstandskæmpere. Er forsøg fra den kommunistisk styrede 1. Polske Arme på at komme byen til undsætning blev ikke understøttet af den Røde Hær og blev slået tilbage i september ved store tab.
I Slovakiet indledtes den Slovakiske opstand som en kamp mellem tyske hærenheder og oprørske slovakiske tropper i august til oktober 1944. Det foregik omkring Banská Bystrica.

### Efteråret 1944
Den 8. september 1944 indledte den Røde Hær et angreb på Duklapasset ved grænsen mellem Slovakiet og Polen. To måneder senere vandt den Røde Hær slaget og trængte ind i Slovakiet. Prisen var høj. 85.000 sovjetiske soldater var blevet dræbt foruden adskillige tusinde tyskere, slovakker og tjekker.
Under presset fra den sovjetiske Østersø offensiv blev den tyske Heeresgruppe Nord trukket tilbage for at kæmpe i belejringerne af Saaremaa, Kurland og Memel.

### Januar – marts 1945
Sovjetunionen rykkede langt om længe ind i Warszawa i januar 1945 efter at byen var blevet ødelagt og forladt af tyskerne. I løbet af tre dage over en bred front med fire armeer (sovjetiske fronter). De sovjetiske styrker havde en overmagt over de tyske tropper på 5-6. Artilleri og kampvogne var 6 gange så stort, og selvkørende kanoner 4 gange så stort. Efter fire dage brød den Røde Hær igennem og begyndte at rykke 30-40 km frem om dagen. De baltiske lande, Danzig, Østpreussen og Poznan blev erobret og fronten blev flyttet frem til Oder floden, 60 km øst for Berlin. I løbet af de 23 dage, som Wisła-Oder operationen varede, havde den Røde Hær tab på 194.000 i alt (døde, sårede og savnede) og mistede 1.267 kampvogne og selvkørende kanoner.
Den 25. januar 1945 omdøbte Hitler tre armégrupper. Heeresgruppe Nord blev til Heeresgruppe Kurland; Heeresgruppe Mitte blev til Heeresgruppe Nord og Heeresgruppe A blev til Heeresgruppe Mitte. Den nye Heeresgruppe Mitte blev presset sammen i en stadig mindre lomme omkring Königsberg i Østpreussen.
Et begrænset modangreb med kodenavnet Unternehmen Sonnenwende fra den nyoprettede Heeresgruppe Weichsel, under ledelse af Reichsführer-SS Heinrich Himmler, var slået fejl den 24. februar, og de sovjetiske styrker fortsatte fremrykningen til Pommern og ryddede den højre bred af Oder floden. Mod syd slog tre tyske forsøg på at undsætte Budapest fejl, og byen faldt den 13. februar. Tyskerne gennemførte et nyt modangreb. Hitler insisterede på at Donau floden skulle generobres – en umulig opgave. Den 16. marts var angrebet slået fejl og den Røde Hær begyndte samme dag et modangreb. Den 30. marts rykkede de ind i Østrig og erobrede Wien den 3. april.
OKW hævdede at de tyske tab var på 377.000 døde, 334.000 sårede og 292.000 savnede eller i alt
1.103.000 mand på Østfronten i januar og februar 1945.
Den 9. april 1945 faldt Königsberg endelig til den Røde Hær, selv om de spredte rester af Heeresgruppe Nord fortsatte med at gøre modstand på brohovederne ved Heiligenbeil og Danzig indtil krigens slutning i Europa. Felttoget i Østpreussen, som ofte overskygges af Wisła-Oder operationen og det senere slag om Berlin, var rent faktisk en af de største og mest kostbare operationer, som den Røde Hær udkæmpede under krigen. Mens den varede, i perioden fra 13. januar – 25. april, havde den Røde Hær tab på 584.788 foruden 3.525 kampvogne og selvkørende artilleri.
I starten af april frigav Stavka general Konstantin Rokossovskijs 2. Hviderussiske front så den kunne rykke frem til den østlige bred af Oder. I løbet af de første to uger af april gennemførte de sovjetiske styrker deres hurtigste omgruppering i krigen. General Georgij Zjukov koncentrerede sin 1. Hviderussiske front, som havde været spredt ud langs Oder floden fra Østersøen til Frankfurt, i et område foran Seelow Højderne. Rokossovskijs hær rykkede ind i de stillinger, som blev forladt af Zjukovs tropper nord for Seelow Højderne. Mens denne omgruppering foregik, blev der efterladt huller i linjerne og det lykkedes for resterne af den tyske 2. Armee, som havde været indesluttet i en lomme nær Danzig at redde sig over Oder. Mod syd flyttede general Ivan Konev hovedmassen af 1. Ukrainske front væk fra Øvre Schlesien mod nordvest til Neisse floden. De tre sovjetiske fronter havde til sammen 2,5 mio. mand (herunder 78.556 soldater fra den 1. Polske Arme), 6.250 kampvogne, 7.500 fly, 41.600 kanoner og mortérer, 3.255 Katjusja-raketbatterier ("Stalinorgler"); og 95.383 motorkøretøjer, hvoraf mange var fremstillet i USA.

### Krigens slutning: april–maj 1945
Alt hvad der var tilbage for den Røde Hær at foretage sig, var at iværksætte en offensiv der skulle erobre det, der skulle blive til den sovjetiske besættelseszone og senere DDR. Den sovjetiske offensiv havde to mål. På grund af Stalins mistro til de Vestallieredes hensigter med hensyn til at aflevere områder de havde erobret i den kommende sovjetiske besættelseszone skulle offensiven foregå over en bred front og så hurtigt som muligt rykke vestpå og møde de vestallierede så langt mod vest som muligt. Men det vigtigste mål var erobringen af Berlin. De to mål var komplementære, da man ikke kunne erobre besættelseszonen hurtigt hvis ikke Berlin var erobret. Et andet hensyn var, at Berlin i sig selv indeholdt strategiske aktiver, herunder Adolf Hitler og det tyske kernevåbenprogram.
Slaget om Berlin blev indledt den 16. april med et angreb på den tyske front ved Oder og Neisse floderne. Efter flere dages hårde kamp havde de Zjukov og Konev slået huller i de tyske fronter og spredte sig ud over Østtyskland. Den 24. april havde enheder fra Zjukovs og Konevs armeer gennemført omringningen af Berlin, og slaget om Berlin gik ind i sin afsluttende fase. Den 25. april brød Rokossovskij gennem 3. tyske panzerarmes linje syd for Stettin. De kunne nu rykke vestpå i retning af den britiske 21. Armegruppe og nordpå til Stralsund. Den 58. Garde riffeldivision fra 5. Garde Arme fik kontakt med den amerikanske 69. infanteridivision i nærheden af Torgau ved Elben.
Mens de sovjetiske styrker den 30. april kæmpede sig vej ind i centrum af Berlin, giftede Adolf Hitler sig med Eva Braun, hvorefter de nygifte par begik selvmord. Hun tog cyanid og han skød sig. Helmuth Weidling, Berlins kommandant, overgav byen til den Røde Hær den 2. maj. Slaget om Berlin fra den 16. april til den 8. maj kostede den Røde hær tab på 81.367 (døde, savnede, sårede og syge) og 1.997 kampvogne og selvkørende artilleri. De tyske tab i denne periode er umulige at fastslå med nogen form for sikkerhed.
Kl. 22.41 om aftenen den 7. maj 1945 underskrev den tyske generalstabschef Alfred Jodl den betingelsesløse tyske kapitulation i SHAEF hovedkvarteret. Det omfattede alle styrker under tysk kontrol skal ophøre med aktive operationer kl. 23.01 CET den 8. maj 1945. Den følgende dag, kort før midnat, gentog feltmarskal Wilhelm Keitel underskrivelsen i Zjukovs hovedkvarter. Dermed sluttede 2. Verdenskrig i Europa.
I Sovjetunionen anså man den 9. maj for at være datoen for overgivelsen, da overgivelsen skete efter midnat Moskva tid. Denne dag festligholdes som en national helligdag – Sejrsdagen – i Rusland som del af en 2 dages ferie og i visse andre tidligere sovjetiske lande. Sejrsparaden blev holdt i Moskva den 24. juni 1945.
Den tyske Heeresgruppe Mitte ville i starten ikke overgive sig og forsatte med at kæmpe i Tjekkoslovakiet indtil omkring den 11. maj.
En mindre tysk garnison på Bornholm ville ikke overgive sig sammen med de andre tyske styrker i Danmark, og overgav sig først til den Røde Hær efter at Rønne og Neksø var blevet bombet den 7. og 8. maj 1945. Bornholm blev først rømmet af de sovjetiske styrker den 5. april året efter.

### Fjernøsten: August 1945
Offensiven i Manchuriet blev indledt den 8. august 1945 med den sovjetiske invasion af den japanske lydstat Manchukuo og nabostaten Mengjiang; storoffensiven endte med at omfatte det nordlige Korea, det sydlige Sakhalin og Kurilerne. Det var det første og eneste sovjetiske felttog mod Japan. Ved Jalta-konferencen havde de Vestallierede indtrængende anmodet Sovjetunionen om at opgive sin neutralitet overfor Japan og gå ind i Stillehavskrigen. Sovjetunionen havde lovet at gribe ind senest tre måneder efter krigens afslutning i Europa. Selv om det ikke var en del af kampene på Østfronten omtales det her fordi lederne og de fleste af tropperne i felttoget kom fra det europæiske operationsområde og gjorde brug af de erfaringer, de havde gjort her. På mange måder var det et perfekt felttog, som blev gennemført med anvendelse af de færdigheder, som den Røde Hær havde erhvervet sig under den intense strid med Wehrmacht og Luftwaffe i fire år. På to uger nedkæmpede Den Røde Hær en million japanske tropper.

## Lederskab
Sovjetunionen og Nazityskland var ideologisk styrede stater, hvor lederen havde næsten absolut magt. Krigens karakter blev derfor bestemt af deres ledere og deres ideologi i en langt større grad end i andre operationsområder i krigen.

### Adolf Hitler
Adolf Hitler udøvede en stram kontrol over krigen og brugte en stor del af sin tid i sine kommandobunkere – i Rastenburg i Østpreussen, ved Vínnitsja i Ukraine og under haven ved Rigskancelliet i Berlin. I afgørende perioder af krigen holdt han daglige situationskonferencer hvor han brugte sine bemærkelsesværdige oratoriske talegaver til at undertrykke enhver modstand fra sine generaler og staben i OKW.
Til dels på grund af den uventede succes i slaget om Frankrig, trods advarsler fra de militære ledere, troede Hitler at han var et militært geni, som havde den forståelse af den samlede krigsindsats, som hans generaler manglede. I august 1941 da Walther von Brauchitsch (øverstkommanderende for Wehrmacht) og Fedor von Bock appellerede om at måtte angribe Moskva, beordrede Hitler i stedet omringning og erobring af Ukraine, for at få kontrol over landbrugsområdet, industrien og råstofferne i landet. Nogle historikere mener, at denne beslutning var en mistet mulighed for at vinde krigen.
I vinteren 1941-1942 troede Hitler, at hans stædige afvisning af at tillade de tyske hære at trække sig tilbage, havde reddet Heeresgruppe Mitte fra at kollapse. Han fortalte senere Erhard Milch:
Jeg måtte handle hensynsløst. Jeg måtte endda fjerne mine nærmeste generaler, to hærgeneraler f.eks. ... Jeg kunne kun sige til de herrer: "Tag tilbage til Tyskland, så hurtigt som muligt – men overlad hæren i min varetægt. Og hæren bliver ved fronten."
Da dette pindsvineforsvar fungerede ved Moskva, insisterede Hitler på at fastholde territorium, selv om det ikke havde nogen militær betydning, og han fyrede generaler, som trak sig tilbage uden ordre. Dygtige officerer blev på den måde udskiftet med spytslikkere eller fanatiske nazister. De katastrofale omringninger senere i krigen — ved Stalingrad, Korsun og mange andre steder — var en direkte følge af Hitlers ordrer. Mange divisioner blev afskåret i "fæstnings" byer, eller blev spildt på steder af sekundær betydning, fordi Hitler ikke ville godkende tilbagetrækning eller frivilligt opgive nogle af sine erobringer.
Frustration med Hitlers ledelse af krigen var en af de faktorer som lå bag det forsøgte statskup i 1944, men efter at 20. juli-attentatet var slået fejl anså Hitler hæren og dens officerskorps for suspekt og begyndte i stigende grad at overlade det til SS og partimedlemmer at lede krigsindsatsen. Blandt hans mange katastrofale udnævnelser kan nævnes udnævnelsen af Heinrich Himmler til at lede Heeresgruppe Weichsel ved forsvaret af Berlin i 1945 — Himmler fik et nervesammenbrud og blev hurtigt udskiftet med Gotthard Heinrici.
Hitlers ledelse af krigen var katastrofal for den tyske hær, selv om kunnen, loyalitet, professionalisme og udholdenhed blandt officerer og soldater gjorde det muligt for ham at fortsætte kampen til den bitre ende. F. W. Winterbotham skrev om Hitlers meddelelse til Gerd von Rundstedt om at fortsætte angrebet i vest under Ardenneroffensiven:
"Erfaringen har vist, at når Hitler begyndte at afvise generalernes anbefalinger, begyndte det at gå galt, og dette var ingen undtagelse."

### Josef Stalin
Josef Stalin bar hovedansvaret for katastroferne i begyndelsen af krigen, men kan samtidig roses for den sovjetiske hærs senere succes, som ikke ville have været mulig uden den forudgående hurtige industrialisering af Sovjetunionen, som var førsteprioriteten i Stalins indenrigspolitik i 1930'erne.
Stalins Store udrensning i den Røde Hær i slutningen af 1930'erne omfattede processer mod mange højtstående officerer, hvor af de fleste blev dømt til døden eller fængsel. Det gjaldt Mikhail Tukhachevsky, den fremragende fortaler for pansret lynkrig. Stalin forfremmede nogle obskure personer, såsom Grigorij Ivanovitj Kulik (som var modstander af mekanisering og fremstilling af kampvogne), men på den anden side betød udrensningen af gamle officerer, som havde haft deres stillinger siden den Russiske borgerkrig, og havde erfaring, men blev anset for "politisk upålidelige", at der var mulighed for forfremmelse af mange yngre officerer som Stalin og NKVD mente var gode stalinister, og som ofte viste sig forfærdelig uerfarne, men som i nogle tilfælde senere fik store succes. Den sovjetiske kampvognsproduktion forblev den højeste i verden. Mistro overfor militæret førte siden grundlæggelsen af den Røde Hær i 1918 til at man havde et system med dobbelt ledelse, hvor hver militærchef fik tildelt en politisk kommissær, et medlem af kommunistpartiet. Større enheder havde militærråd, bestående af den militære chef, kommissæren og stabschefen, som sikrede, at den militære chef var loyal og fulgte partiets ordrer.
Efter den sovjetiske besættelse af det østlige Polen, De baltiske lande og Bessarabien i 1939–40 insisterede Stalin på at hver en tomme af de nye områder skulle besættes. Denne fremrykning mod vest betød at tropperne kom langt fra deres depoter i frontfremspring, der gjorde dem sårbare overfor omringning. Der var en antagelse om, at hvis tyskerne invaderede, ville den Røde Hær gå i offensiven og fortrinsvis udkæmpe krigen udenfor landets grænser, så der blev lagt forholdsvis få planer om strategisk defensive operationer. Der blev imidlertid bygget befæstninger. Mens spændingen voksede i foråret 1941 var Stalin meget forsigtig med ikke at provokere Hitler på nogen som helst måde, der kunne bruges som undskyldning for et angreb. De fik ham til at afslå tilladelse til at militæret gik i alarmtilstand, selv mens de tyske tropper opmarcheredes ved grænserne og tyske rekognosceringsfly fløj over de sovjetiske stillinger. Dette forbud mod at træffe de nødvendige modforholdsregler bidrog til at store dele af det Røde luftvåben blev ødelagt mens flyene stod på rad og række på flyvepladserne i de første dage af krigen.
Stalins insisteren på gentagne modangreb uden tilstrækkelige forberedelser førte til tab af næsten hele den røde hærs kampvognsstyrke i 1941 — mange kampvogne kørte tør for brændstof på vej mod slagmarken på grund af dårlig planlægning eller manglende viden om hvor benzindepoterne lå. Selv om nogle anser denne offensive strategi som et bevis på Sovjetunionens aggressive strategiske planer, var den offensive operationelle planlægning ikke i sig selv bevis på en aggressiv udenrigspolitik.
I modsætning til Hitler kunne Stalin lære af sine fejltagelser og forbedre sin ledelse af krigen. Han erkendte efterhånden farerne ved utilstrækkelige forberedelser og opbyggede en kompetent ledelses og kontrol organisation— Stavka — under Semjon Timosjenko, Georgij Zjukov m.fl. Uduelige ledere blev gradvist men skånselsløst fjernet.
Under krigen i efteråret 1942 gjorde Stalin mange indrømmelser overfor hæren: enhedskommandoen blev genetableret ved at fjerne kommissærerne fra kommandokæden. Efter slaget om Stalingrad
blev der indført skuldermærker for alle niveauer. Det var et betydningsfuldt symbolsk skridt, da de havde været set som et symbol på det gamle regime efter Oktoberrevolutionen i 1917. Fra efteråret 1941 fik enheder, som havde udmærket sig i kamp tildelt den traditionelle "Garde" betegnelse. Men disse indrømmelser var kædet sammen med en nådesløs disciplin: Ordre nr. 227, der blev udstedt den 28. juli 1942 truede ledere, som trak sig tilbage uden ordre med krigsret. Overtrædelser begået af soldater og politiske officerer blev straffet med overførsel til straffebataljoner, og straffekompagnier, og NKVD's barriere tropper skød soldater som flygtede.
Da det stod klart at Sovjetunionen ville vinde krigen, sikrede Stalin sig at propagandaen altid omtalte hans ledelse af krigen. De sejrrige generaler blev skubbet til side og fik aldrig lov til at udvikle sig til politiske rivaler. Efter krigen blev der igen gennemført en udrensning i den Røde hær, men dog ikke så brutalt som i 1930'erne. Mange succesfulde officerer blev degraderet til betydningsløse poster, heriblandt Zjukov, Malinovskij og Konev).

## Besættelse og undertrykkelse
De enorme territoriale gevinster i 1941 stillede Tyskland overfor enorme områder, som skulle pacificeres og administreres. Nogle sovjetiske borgere, især i de nyligt besatte områder i det vestlige Ukraine og De baltiske lande modtog deres besættere som befriere fra sovjetisk styre. Men den gryende nationale befrielsesbevægelser blandt ukrainerne, kosakkerne og andre betragtede Hitler med skepsis. Nogle, især de fra De baltiske lande, blev optaget i aksestyrkernes hære, mens andre blev brutalt undertrykt. Ingen af de besatte områder fik den mindste form for selvstyre. I stedet anså den racistiske nazi ideologi de østlige områders fremtid som et koloniområde for tyskere, hvor de indfødte var blevet udryddet, udvist eller reduceret til slavearbejdere.
Områder tættere på fronten blev styret af områdets militære enheder. I andre områder, såsom de baltiske lande, der var blevet annekteret af Sovjetunionen i 1940 blev der etableret Reichskommissariater. Som regel blev områderne udplyndret mest muligt. I september 1941 blev Erich Koch udnævnt til ukrainsk Reichkommissar. Hans tiltrædelsestale efterlod ingen tvivl om den tyske politik: "Jeg er kendt som en brutal hund ... vores opgave er at udtrække alle de varer vi kan fra Ukraine ... jeg forventer den yderste strenghed fra Dem overfor den indfødte befolkning."
Overgreb mod den jødiske befolkning i de erobrede områder indledtes næsten straks med anvendelse af Einsatzgruppen (indsatsstyrker) der skulle indfange jøder og skyde dem. Lokale antisemitter blev opmuntret til selv at gennemføre pogromer. I juli 1941 indledte Erich von dem Bach-Zalewskis SS-enhed mere systematiske drab, herunder massakren på over 30.000 jøder ved Babij Jar. Ved udgangen af 1941 var der over 50.000 afsat til indsamling og drab på jøder. Den gradvise industrialisering af drabene førte til implementering af den såkaldte Endlösung og etablering af Operation Reinhard udryddelseslejre. I løbet af tre års besættelse blev mellem en og to millioner sovjetiske jøder dræbt. Andre etniske grupper blev også mål for udryddelse, herunder sigøjnere og Sinti; se Porajmos.
Massakrerne på jøder og andre etniske minoriteter var kun en del af de drab, der foregik under den nazistiske besættelse. Mange hundredetusinder af sovjetiske civile blev henrettet og millioner flere døde af sult, da tyskerne rekvirerede fødevarer til deres hære og foder til deres trækheste. Da de trak sig tilbage fra Ukraine og Hviderusland i 1943–44, foretog tyskerne en systematisk anvendelsen af Den brændte jords taktik, nedbrændte byer, ødelagde infrastrukturen og efterlod de civile til at sulte eller dø af kulde. Ofte kæmpede tyskerne med sovjetiske styrker inde i byerne, med civile fanget i midten. Estimaterne over det totale antal døde civile i Sovjetunionen under krigen strækker sig fra syv mio. (Encyclopædia Britannica) til sytten mio. (Richard Overy).

Den nazistiske ideologi og mishandlingen af den lokale befolkning og de sovjetiske krigsfanger opmuntrede partisanerne, der kæmpede bag fronten, ja den motiverede endda anti-kommunister og ikke-russiske nationalister til at alliere sig med de sovjetiske myndighed, og forsinkede formeringen af tysk-allierede divisioner bestående af sovjetiske krigsfanger (se Den russiske befrielseshær). Disse resultater og forspildte muligheder bidrog til det tyske nederlag. 
En russisk historiker, Vadim Erlikman, har opgjort de sovjetiske tab til at udgøre 26,5 mio. døde i forbindelse med krigen. De militære tab på 10,6 mio. omfatter 7,6 mio. som blev dræbt eller savnet i kamp og 2,6 mio. døde krigsfanger samt 400.000 paramilitære og partisaner. De civile tab var på 15,9 mio., heraf 1,5 i forbindelse med krigshandlinger. 7,1 var ofre for det tyske folkedrab og gengældelsesaktioner. 1,8 mio. blev deporteret til Tyskland som tvungen arbejdskraft og 5,5 mio. døde af sult og sygdom. Yderlige tab som følge af sult i 1946-1947 på yderligere 1 mio. mennesker er ikke medregnet her. Disse tab er for hele det sovjetiske territorium, herunder områder der blev annekteret i 1939-40.
Hviderusland mistede en fjerdedel af sin befolkning, herunder praktisk taget hele den intellektuelle elite. Efter de blodige omringningsslag var hele vore dages Hviderusland besat af tyskerne i slutningen af august 1941. Nazisterne indførte et brutalt regime, og deporterede omkring 380.000 unge mennesker som slavearbejdere og dræbte yderligere hundredetusinder af civile. Over 600 landsbyer, herunder Khatyn blev brændt af sammen med alle deres indbyggere. Flere end 209 byer ud af i alt 270 og 9.000 landsbyer blev ødelagt. Heinrich Himmler fremlagde en plan hvorefter 3/4 af befolkningen skulle udryddes, og 1/4 af den mere racerene befolkning (blå øjne, lyst hår) skulle overleve og tjene tyskerne som slaver.
Nyere rapporter har hævet antallet af hviderussere som bukkede under i krigen til "3.650.000 i modsætning til de tidligere 2,2 mio. Det vil sige, at det ikke var 25 % men nærmere 40 % af befolkningen før krigen, der bukkede under (indenfor vore dages afgrænsning af Hviderusland)." 
60 % af de sovjetiske krigsfanger døde i løbet af krigen. Store mængder af sovjetiske krigsfanger og tvangsarbejdere i Tyskland var på vej tilbage til Sovjetunionen (i mange tilfælde tvunget tilbage af de Vestallierede) og blev behandlet som forrædere og desertører, og blev skudt eller deporteret til de sovjetiske fangelejre. Sovjetunionen havde ikke undertegnet Geneve konventionen; men en måned efter den tyske invasion blev der fremsat et tilbud om gensidig overholdelse af Haag konventionen. Denne 'note' forblev ubesvaret af tyskerne.
Den officielle polske regeringsrapport om krigens tab, som blev udarbejdet i 1947 berettede om 6.028.000 krigsofre ud af en befolkning på 27.007.000 etniske polakker og jøder. Denne rapport omfattede ikke etniske ukrainere og hviderussere.

## Industriproduktion
Den sovjetiske sejr skyldtes i betydeligt omfang at landets krigsindustri producerede mere end den tyske økonomi, trods de enorme tab af menneskeliv og territorium. Stalins 5-års planer i 1930'erne havde ført til en industrialisering af Ural og Centralasien. I 1941 blev togene der bragte tropper til fronten også brugt til at evakuere tusinder af fabrikker fra Hviderusland og Ukraine til sikre områder langt fra frontlinjerne.
Da Sovjetunionens mandskabsreserver var ved at være udtømt i 1943 måtte de store sovjetiske offensiver i stigende grad baseres på udstyr og i mindre grad på at ofre soldaternes liv. Stigningerne i produktionen af krigsudstyr blev opnået på bekostning af civilbefolkningens levestandard — den mest gennemførte anvendelse af princippet om total krig — og med støtte i form af Lend-Lease forsyninger fra Storbritannien og De Forenede Stater. Tyskerne kunne på sin side trække på en stor styrke af tvangs- og slavearbejdere fra de besatte lande og sovjetiske krigsfanger.
Tysklands produktion af råvarer var større end Sovjetunionens og arbejdsstyrken var langt større, men sovjetfolkene var bedre til at udnytte de ressourcer de havde til rådighed og til at vælge at bygge køretøjer, som var billige og lette at vedligeholde, mens tyskerne byggede dyre og vedligeholdelseskrævende køretøjer.
Tyskland valgte at bygge meget dyre og komplicerede køretøjer, og selv om Tyskland producerede langt flere råmaterialer kunne det ikke konkurrere med Sovjetunionen, når det drejede sig om produktion af våben og forsyninger. Eksempelvis fremstillede Sovjetunionen i 1943 24.089 kampvogne mod tyskernes 19.800. De sovjetiske modeller blev gradvist forbedret, og fremstillingen blev forenklet så produktionen kunne forøges. I mellemtiden måtte den tyske industri udvikle nye og mere komplekse modeller, såsom Panther-kampvognen, Tiger 2 eller Elefant.
| År   | Kul (mio. ton) | Kul (mio. ton) | Stål (mio. ton) | Stål (mio. ton) | Aluminium (1000 ton) | Aluminium (1000 ton) | Olie (mio. ton) | Olie (mio. ton) | Olie (mio. ton) | Olie (mio. ton) | Olie (mio. ton) | Olie (mio. ton) |
| År   | Tyskland       | Sovjet         | Tyskland        | Sovjet          | Tyskland             | Sovjet               | Tyskland        | Sovjet          | Italien         | Ungarn          | Rumænien        | Japan           |
| ---- | -------------- | -------------- | --------------- | --------------- | -------------------- | -------------------- | --------------- | --------------- | --------------- | --------------- | --------------- | --------------- |
| 1941 | 315,5          | 151,4          | 28,2            | 17,9            | 233,6                | –                    | 5,7             | 33,0            | 0,12            | 0,4             | 5,5             | -               |
| 1942 | 317,9          | 75,5           | 28,7            | 8,1             | 264,0                | 51,7                 | 6,6             | 22,0            | 0,01            | 0,7             | 5,7             | 1,8             |
| 1943 | 340,4          | 93,1           | 30,6            | 8,5             | 250,0                | 62,3                 | 7,6             | 18,0            | 0,01            | 0,8             | 5,3             | 2,3             |
| 1944 | 347,6          | 121,5          | 25,8            | 10,9            | 245,3                | 82,7                 | 5,5             | 18,2            | -               | 1               | 3,5             | 1               |
| 1945 | –              | 149,3          | –               | 12,3            | –                    | 86,3                 | 1,3             | 19,4            | -               | -               | -               | 0,1             |

| År   | Kampvogne og selvkørende kanoner | Kampvogne og selvkørende kanoner | Kampvogne og selvkørende kanoner | Kampvogne og selvkørende kanoner | Kampvogne og selvkørende kanoner |
| År   | Sovjet                           | Tyskland                         | Italien                          | Ungarn                           | Japan                            |
| ---- | -------------------------------- | -------------------------------- | -------------------------------- | -------------------------------- | -------------------------------- |
| 1941 | 6.590                            | 5.200                            | 595                              | -                                | 595                              |
| 1942 | 24.446                           | 9.300                            | 1.252                            | 500                              | 557                              |
| 1943 | 24.089                           | 19.800                           | 336                              | 500                              | 558                              |
| 1944 | 28.963                           | 27.300                           | -                                | 500                              | 353                              |
| 1945 | 15.400                           | –                                | -                                | -                                | 137                              |

| År   | Fly    | Fly      | Fly     | Fly    | Fly      | Fly    |
| År   | Sovjet | Tyskland | Italien | Ungarn | Rumænien | Japan  |
| ---- | ------ | -------- | ------- | ------ | -------- | ------ |
| 1941 | 15.735 | 11.776   | 3.503   | -      | 1.000    | 5.088  |
| 1942 | 25.436 | 15.556   | 2.818   | 6      | 1.000    | 8.861  |
| 1943 | 34.845 | 25.527   | 967     | 267    | 1.000    | 16,693 |
| 1944 | 40,246 | 39.807   | -       | 773    | 1.000    | 28.180 |
| 1945 | 20.052 | 7.544    | -       | -      | 1.000    | 8.263  |

| År   | Industriarbejdere | Industriarbejdere | Udenlandske arbejdere | Udenlandske arbejdere | I alt arbejdere | I alt arbejdere |
| År   | Sovjet            | Tyskland          | Sovjet                | Tyskland              | Total Sovjet    | Total Tyskland  |
| ---- | ----------------- | ----------------- | --------------------- | --------------------- | --------------- | --------------- |
| 1941 | 11.000.000        | 12.900.000        | -                     | 3.500.000             | 11.000.000      | 16.400.000      |
| 1942 | 7.200.000         | 11.600.000        | 50.000                | 4.600.000             | 7.250.000       | 16.200.000      |
| 1943 | 7.500.000         | 11.100.000        | 200.000               | 5.700.000             | 7.700.000       | 16.800.000      |
| 1944 | 8.200.000         | 10.400.000        | 800.000               | 7.600.000             | 9.000.000       | 18.000.000      |
| 1945 | 9.500.000         | –                 | 2.900.000             | -                     | 12.400.000      | -               |

Det bør bemærkes, at Aksemagterne Italien, Rumænien, Ungarn og Bulgarien bidrog til de tyske tal. To tredjedele af Tysklands jernmalm, der var hårdt brug for i den militære produktion, stammede fra Sverige. Sovjetunionens produktion og vedligeholdelse blev hjulpet af Lend-Lease programmet fra De Forenede Stater og Storbritannien. Efter nederlaget ved Stalingrad, skiftede Tyskland fuldstændig om til krigsproduktion, som beskrevet i Joseph Goebbels' tale i Sportpalast, og forøgede produktionen i de følgende år under Albert Speers dygtige ledelse, på trods af stadig kraftigere allierede bombeangreb.

## Tab
Fra 1941 og fremad var Stalin villig til at slå igen mod de invaderende tyske styrker for enhver pris, og førte krigen med ekstrem brutalitet, også mod sine egne soldater. Den Røde Hær havde langt større tab end nogen anden militærstyrke under 2. Verdenskrig, til dels på grund af at styrkerne blev slidt mere og fik kortere tid til at blive trænet. Med dårligt udstyrede infanterienheder, som dårligt var i stand til at modstå maskingeværer, kampvogne og artilleri blev de sovjetiske lederes taktik ofte baseret på masseangreb, som forårsagede store tab på egne styrker. Denne taktik blev også anvendt ved rydning af minefelter, som blev "angrebet" af bølger af infanterisoldater for at blive ryddet. I overensstemmelse med ordrerne fra den sovjetiske overkommando risikerede soldater som trak sig tilbage, eller blot tøvede med at rykke frem at blive skudt af SMERSH enheder bag fronten:
Stalins ordre Nr. 270 fra 16. august 1941, fastslår, at i tilfælde af tilbagetog eller overgivelse vil alle involverede officerer blive skudt på stedet og alle menige truet med total udryddelse og mulige repressalier overfor deres familier..
Kampene omfattede millioner af akse- og sovjetiske tropper langs den længste landfront i militærhistorien. Det var langt det farligste operationsområde i 2. verdenskrig med over 5 mio. døde på aksemagternes side. Det sovjetiske dødstal var omkring 10,6 mio. heraf omkring 3,3 mio. døde i tysk fangenskab), og de estimerede civile tab lå på mellem 14 og 17 mio. Over 11,4 mio. sovjetiske civile og yderligere ca. 3,5 mio. civile fra annekterede områder blev dræbt. Sovjetisk og russisk historieskrivning taler ofte om såkaldt uoprettelige tab. Ifølge folkekommissariatet for forsvars ordre nr. 023 af 4. februar 1944 omfattede de uoprettelige tab de døde, savnede, de som døde af krigs- eller senere sår, sygdomme og frostbylder samt de som blev taget til fange. Nazisterne udryddede også over 1 mio. sovjetiske jøder og yderligere 4,2 mio. jøder fra de annekterede områder, heriblandt 3 mio. polske jøder. i Holocaust
Dødstallene i folkemordene blev henført til en række årsager, herunder brutal mishandling af krigsfanger og tilfangetagne partisaner på begge sider, gentagne overgreb fra både tysk og sovjetisk side mod civilbefolkningerne og hinanden, den generelle brug af våben på slagmarken mod store mængder af infanteri. De mange slag og frem for alt, brugen af Den brændte jords taktik, som ødelagde landbrugsområder, infrastruktur og hele byer, og efterlod befolkningen hjemløse og uden mad.
| Styrker der kæmpede med Aksen                        | Styrker der kæmpede med Aksen | Styrker der kæmpede med Aksen | Styrker der kæmpede med Aksen | Styrker der kæmpede med Aksen |
|                                                      | Døde i alt                    | Døde/savnede i kamp           | Fanget af sovjet              | Døde fanger                   |
| ---------------------------------------------------- | ----------------------------- | ----------------------------- | ----------------------------- | ----------------------------- |
| Stortyskland                                         | 4.300.000                     | 4.000.000                     | 3.300.000                     | 374.000                       |
| Sovjetborgere som lod sig indrullere i den tyske hær | >215.000                      | 215.000                       | 1.000.000                     | Ukendte                       |
| Rumænien                                             | 281.000                       | 81.000                        | 500.000                       | 200.000                       |
| Ungarn                                               | 300.000                       | 100.000                       | 500.000                       | 200.000                       |
| Italien                                              | 82.000                        | 32.000                        | 70.000                        | 50.000                        |
| I alt                                                | >5.178.000                    | 4.428.000                     | 5.450.000                     | 824.000                       |

| Styrker der kæmpede sammen med Sovjetunionen | Styrker der kæmpede sammen med Sovjetunionen | Styrker der kæmpede sammen med Sovjetunionen | Styrker der kæmpede sammen med Sovjetunionen | Styrker der kæmpede sammen med Sovjetunionen |
|                                              | Døde i alt                                   | Døde/savnede i kamp                          | Fanger taget af aksemagterne                 | Døde fanger                                  |
| -------------------------------------------- | -------------------------------------------- | -------------------------------------------- | -------------------------------------------- | -------------------------------------------- |
| Sovjet                                       | 10.600.000                                   | 6.600.000                                    | 5.200.000                                    | 3.600.000                                    |
| Polen                                        | 24.000                                       | 24.000                                       | Ukendt                                       | Ukendt                                       |
| Rumænien                                     | 17.000                                       | 17.000                                       | 80.000                                       | Ukendt                                       |
| Bulgarien                                    | 10.000                                       | 10.000                                       | Ukendt                                       | Ukendt                                       |
| I alt                                        | 10.651.000                                   | 6.651.000                                    | 5.280.000                                    | 3.600.000                                    |

De totale sovjetiske tab omfatter 250.000 døde partisaner og 150.000 militser.
De polske væbnede styrker i øst bestod oprindelig af polakker fra det østlige Polen, eller som af anden årsag var i Sovjetunionen i 1939-1941, der begyndte at kæmpe sammen med den Røde Hær i 1943, og voksede jævnt i takt med at mere polsk område blev befriet fra nazisterne i 1944-1945.
Da de østeuropæiske aksemagter blev besat af Sovjetunionen blev de tvunget til at skifte side og erklære krig mod tyskland. (se Allierede kommissioner).
Nogle sovjetborger sluttede sig til tyskerne og gik ind i Andrej Vlasovs Russiske befrielseshær. De fleste var russiske krigsfanger. De fleste hadede kommunismen og så nazisterne som befriere fra kommunismen. Disse mænd blev fortrinsvis indsat på Østfronten, men nogle fik til opgave at bevogte strandede i Normandiet.
Den anden større gruppe, som gik ind i den tyske hær var borgere i de baltiske lande, der var blevet annekteret af Sovjetunionen i 1940 eller som var fra det Vestlige Ukraine. De kæmpede i egne Waffen-SS enheder.
En sammenligning af tabene viser hvor grusomt de sovjetiske krigsfanger blev behandlet af nazisterne. De fleste af aksemagternes krigsfanger blev frigivet efter krigen, men de sovjetiske krigsfangers skæbne afveg markant. Nazistiske tropper, som tog soldater fra den Røde Hær til fange, skød dem ofte på slagmarken eller sendte dem til kz-lejre og henrettede dem. Hitlers berygtede kommissær ordre inddrog alle i de tyske væbnede styrker i krigsforbrydelser.